# 坂井和男
坂井 和男 （さかい かずお、1973年5月20日 - ）は東映アニメーション所属のアニメ制作担当者。東京都出身。
映像作品製作の仕事を目指し1998年9月に同社に入社。『夢のクレヨン王国』から製作進行として各作品に携わり、『も～っと! おジャ魔女どれみ』の中盤より前任者の風間厚徳から製作担当の任を引き継ぎ、担当。

## 主な作品

### テレビアニメ
- も～っと! おジャ魔女どれみ（製作担当）
- 明日のナージャ（製作担当）
- ふたりはプリキュア（製作担当）
- ふたりはプリキュア Max Heart（製作担当）
- ふたりはプリキュア Splash Star（製作担当）
- Yes!プリキュア5（製作担当）